# Karlsdorf-Neuthard
Karlsdorf-Neuthard é um município da Alemanha, no distrito de Karlsruhe, na região administrativa de Karlsruhe, estado de Baden-Württemberg.

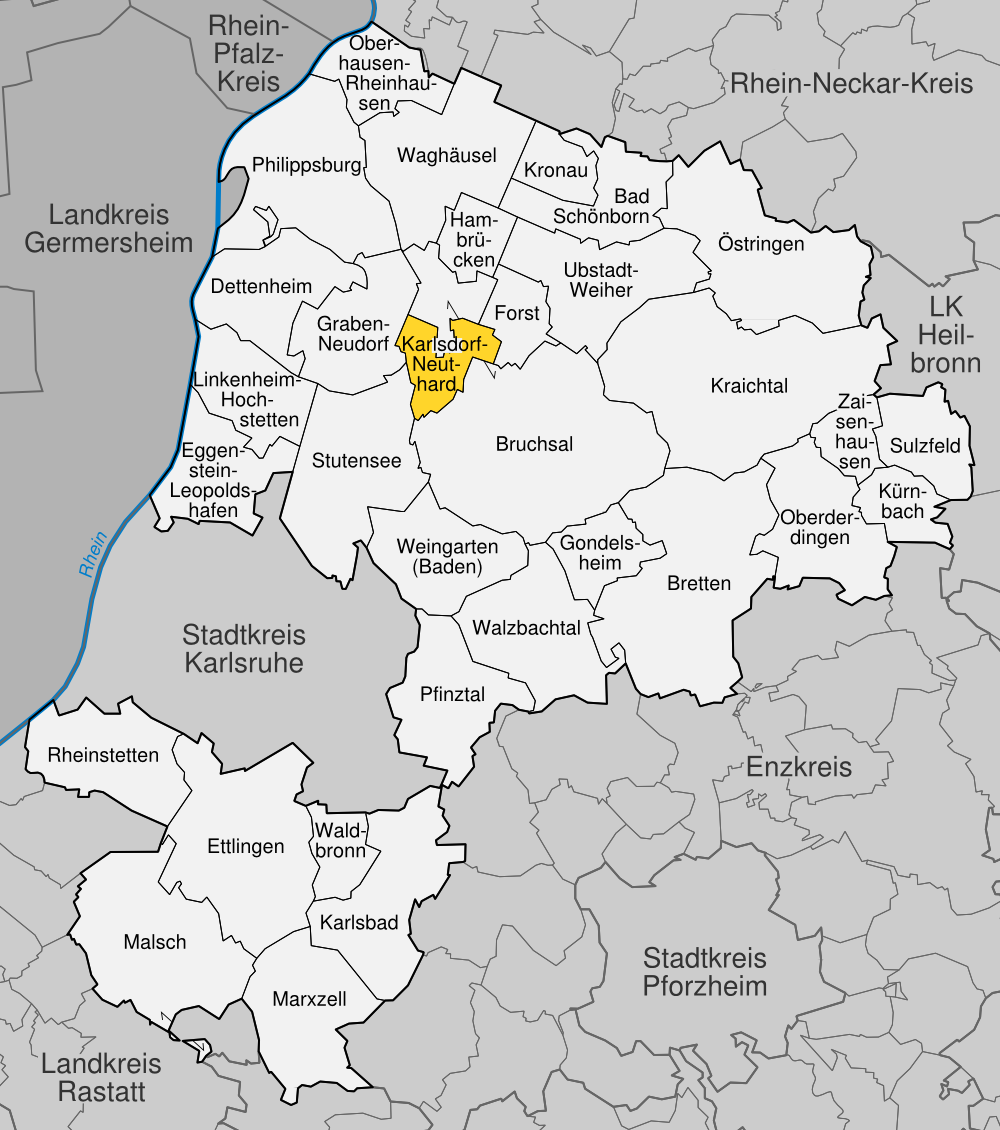
Karlsdorf-Neuthard no distrito de Karlsruhe